# Cikondang (Cineam)
Cikondang is een bestuurslaag in het regentschap Tasikmalaya van de provincie West-Java, Indonesië. Cikondang telt 3528 inwoners (volkstelling 2010).